# كيوأوننوتس
كيوأون‌نوتس (QOwnNotes) برمجية مُفكِّرة حرة ومفتوحة المصدر (مُتاح تحت رخصة GPL) لأخذ النصوص والملاحظات بصيغة ماركداون ولإنشاء قوائم أعمال للقيام بها (to-do list). يدعم البرنامج كلًّا من لنكس وماك وندوز، ويمكن دمجه اختياريًّا مع سحابات ownCloud أو Nextcloud.